# Foča
Foča je grad i do posljednjeg rata druga površinom po veličini općina u Bosni i Hercegovini.
Foča je nekadašnja oaza mira, parkova, drvoreda i cvjetnjaka, stjecište bogatih trgovaca i dobronamjernih ljudi s prepoznatljivom arhitekturom tipičnoga bosanskohercegovačkog šehera u orijentalnom duhu s 18 mahala od kojih se iz 16 njih sa 17 gradskih islamskih bogomolja, sa središnjom čaršijom u orijentalnomu stilu gdje su se prije odvijala sva gospodarstvena zbivanja u gradu i susreti ljudi sa svih strana svijeta.

## Zemljopis
Foča je smještena u jugoistočnom dijelu zemlje na granici prema Crnoj Gori i Srbiji, te razmeđu krševite Hercegovine i šumovite Bosne, na izvorištu rijeke Drine. Kroz grad protiče i Ćehotina koja se u samom gradu ulijeva u Drinu.
Foča je općina s najvišim vrhom u Bosni i Hercegovini (planina Maglić 2386 metara), čiji pojedini dijelovi pripadaju najvisočijem planinskom području u BiH, od čega nekoliko visova premašuje 2000 metara nadmorske visine; jedinom prašumom u Bosni i Hercegovini i najvećom u Europi – Perućicom koja se nalazi u okviru Nacionalnog parka Sutjeska, gdje se u još uvijek netaknutom rezervatu prirode nalaze najveći europski uzorci jele (63 m) i homore (65 m), te kapitalni primjerci bukve, kao i Skakavac, zasigurno najljepši vodopad u BiH; omeđenu s jugoistoka jedinstvenim kanjonom rijeke Tare, po dubini najvećim u Europi i drugim u svijetu, odmah iza Grand Canyona u SAD-u; većim brojem prirodnih planinskih jezera i velikim brojem još uvijek nezagađenih riječnih tokova, što je utjecalo na činjenicu da postane omiljeno okupljalište poklonika splavarenja i raftinga, planinarenja, lova i ribolova i onih koji uživaju u netaknutim prirodnim ljepotama. U ovom preostalom otoku iskonske prirode živi svakolik svijet flore i faune, pa je zbog toga proglašen strogo zaštićenim rezervatom, koji se isključivo koristi za znanost i obrazovanje s ciljem da se u potpunosti sačuva za buduće generacije.

## Stanovništvo
Po posljednjem službenom popisu stanovništva iz 1991. godine, općina Foča imala je 40.513 stanovnika, raspoređenih u 120 naselja.
| Stanovništvo općine Foča |                  |                  |                  |
| godina popisa            | 1991.            | 1981.            | 1971.            |
| Muslimani                | 20 790 (51,31 %) | 23 316 (52,20 %) | 25 766 (52,86 %) |
| Srbi                     | 18 315 (45,20 %) | 18 908 (42,33 %) | 21 458 (44,02 %) |
| Hrvati                   | 94 (0,23 %)      | 141 (0,31 %)     | 218 (0,44 %)     |
| Jugoslaveni              | 463 (1,14 %)     | 1069 (2,39 %)    | 102 (0,20 %)     |
| ostali i nepoznato       | 851 (2,10 %)     | 1227 (2,74 %)    | 1197 (2,45 %)    |
| ukupno                   | 40 513           | 44 661           | 48 741           |

#### Foča (naseljeno mjesto), nacionalni sastav
| Foča               |                |                |                |                |
| godina popisa      | 1991.          | 1981.          | 1971.          | 1961.          |
| Srbi               | 7901 (55,11 %) | 5663 (49,11 %) | 4148 (44,80 %) | 3635 (53,74 %) |
| Muslimani          | 5526 (38,54 %) | 4414 (38,28 %) | 4309 (46,54 %) | 829 (12,25 %)  |
| Hrvati             | 74 (0,51 %)    | 87 (0,75 %)    | 152 (1,64 %)   | 257 (3,80 %)   |
| Jugoslaveni        | 312 (2,17 %)   | 677 (5,87 %)   | 50 (0,54 %)    | 1577 (23,31 %) |
| ostali i nepoznato | 522 (3,64 %)   | 689 (5,97 %)   | 598 (6,45 %)   | 465 (6,87 %)   |
| ukupno             | 14 335         | 11 530         | 9257           | 6763           |

### Turski popis stanovništva 1468./1469.
| Stanovništvo Foče 1468./1469. |           |           |         |       |                 |
| godina                        | broj sela | broj kuća | odrasli | djeca | broj stanovnika |
| 1468./1469.                   | /         | 196       | /       | /     | 1050            |

## Naseljena mjesta
Anđelije, Bastasi, Beleni, Biokovo, Birotići, Bogavići, Borje, Borovinići, Brajići, Brajkovići, Brod, Brusna, Budanj, Bujakovina, Bunovi, Cerova Ravan, Crnetići, Cvilin (dio), Čelebići, Čelikovo Polje, Ćurevo, Daničići, Derolovi, Drače, Dragočava, Dragojevići, Đeđevo, Fališi, Filipovići (dio), Foča, Glušca, Godijeno, Gostičaj, Govza, Gradac, Grandići, Grdijevići, Hum, Huseinovići, Igoče, Izbišno, Jasenovo, Ječmišta, Jeleč, Jošanica, Kolun, Kosman, Kozarevina, Kozja Luka, Kratine, Krna Jela, Kruševo, Kunduci, Kunovo, Kuta, Ljubina, Marevo, Mazoče, Meštrevac, Miljevina, Mirjanovići, Mješaji, Orahovo, Papratno, Patkovina, Paunci, Petojevići, Poljice, Popov Most, Potpeće, Prevrać, Prijeđel, Prisoje (dio), Puriši, Rijeka, Rodijelj (dio), Slatina, Sorlaci (dio), Susješno, Škobalji, Štović, Šuljci, Tečići, Tjentište, Tođevac, Toholji, Trbušće, Trtoševo, Tvrdaci, Velenići, Vikoč, Vitine, Vojnovići, Vranjevići, Vrbnica, Vučevo, Vukušići, Zakmur, Zavait, Zubovići i Željevo.
Poslije potpisivanja Daytonskoga mirovnog sporazuma, najveći dio područja općine Foča, s gradom Fočom ušao je u sastav Republike Srpske. U sastav Federacije BIH, ušla su naseljena mjesta: Bavčići, Bešlići, Bunčići, Donje Žešće, Jabuka, Kolakovići, Lokve, Mazlina, Mravljača, Njuhe, Podgrađe, Previla, Račići, Radojevići, Slavičići, Stojkovići, Ustikolina, Zabor i Zebina Šuma, te dijelovi naseljenih mjesta: Cvilin, Filipovići, Prisoje, Rodijelj i Sorlaci. Od ovoga je područja nastala općina Foča-Ustikolina.

## Povijest
Fočansko područje naseljeno je još u neolitiku. 1889. godine u neposrednoj blizini Foče na predjelu Barakovcu na obali rijeke Ćehotine i na putu prema Čelebićima otkriveno je nekoliko pretpovijesnih gromila. Ističe se nalaz iz jednog groba koji nam kazuje da je i na Balkanu u to doba postojao običaj maceriranja mrtvaca. Iz starorimskog vremena nekoliko je spomenika (nadgrobni spomenici, novac, mozaici, fibule, trgovački utezi, fragmenti), a Tomaschek pretpostavlja da je na lokaciji današnje Foče nalazio se stari rimski grad Berselum.
U srednjem vijeku nalazio fočanski kraj bio je na raskrižju putova s Jadrana u unutrašnjost Balkana.
Područje Gornjeg Podrinja uključujući i Hotču zaposjeo je 1376. godine od stare Raške bosanski ban Tvrtko. Tvrtkovom smrću 1391. nastaju nesređene prilike u bosanskoj državi, a ovaj kraj, zvan Drinska knežina i Drina bio je pod vlašću obitelji Hranića (Kosača), humskih vojvoda koji su bili neovisni od bosanske krune. Hranići su u ovom kraju držali nekoliko utvrda (Goražde, Kukanj kod Pljevalja, Sokol, Samobor kod Goražda, Cernica, Nevesinje, Đurđevac kod Pljevalja, Podsokol, Kozman, Vratar, Tođevac, Jeleč, Obalj), a Hotča je bila jedina otvorena i neutvrđena te vladarskih dvorova u fočanskom i čajničkom kraju.
Nastanak i razvitak Foče u svezi je sa zemljopisnim i prometnim položajem. Grad je na dvije rijeke, Drini i Ćehotini, i na trasi Dubrovačkog druma koji je povezivao Dubrovnik s Moravsko-vardarskom kotlinom i središnjim dijelom Balkanskog poluotoka. Matrica ulične mreže Foče odaje trasu Dubrovačkog druma: u Prijekoj čaršiji, koja se nalazi u tangentnoj zoni Pazarišta (Trgovišta), lokaliteta na kojem je nastala Hoča (Hotča) u srednjem vijeku.
Nastariji spomen Foče pada u 1368. godinu. Prvo se spominje kao Hotča, Hoča, Choča, a od dolaska osmanskih osvajača kao Foča. Kao Foču prvo ju nazivaju osmanski izvori, a poslije i domaći. Foča se spominje kao trgovačko mjesto. Vrlo je utemeljeno vezati osnivanje Foče za vrlo važni Dubrovački drum koji je preko Foče povezivao hrvatsku obalu, prije svega Dubrovnik s rudarskim i drugim privrednim središtima Bosne i Srbije. To je vrijeme kad se neovisni Dubrovnik razvio u trgovački grad i otkako Dubrovnik živo trguje sa svojim zaleđem, što datira u 11. i 12. stoljeće. Razvitku Foče pridonijeli su i rudnici željeza u nedalekoj okolici. Željezo je onda bilo tako tražena kovina. Rudnici su se djelimice eksploatirali još u 16. stoljeću. Toponimi sela Saš, Potpeć kazuju da se ondje nekad kopala i talila željezna ruda, a i danas naziru stari rudni otkopi. Foča je imala bogatu i razvijenu katoličku zajednicu. Najrpije joj je znatno pridonijela prisutnost katoličkih rudara Sasa, a potom i Dubrovčana.
Grad je prošao faze graditeljsko-urbanističkog razvoja. Od otvorene karavanske posaje (plateja), trgovišta do gradskog naselja. Za Hranića i Vukčića Kosače Hotča je najvažnije trgovačko središte u istočnoj Bosni. Trgovci iz ovog kraja i iz Dubrovnika ovdje su trgovali. Budući da je bio krajnja točka puta preko Čemernog i Sutjeske, Hotčje to predodredilo za veće tržište i karavansku stanicu. Tako se i stanovnici Foče počinju baviti trgovinom, prvenstveno s Dubrovčanima. Fočanski trgovci najviše su djelovali i najbrojniji su bili u svom gradu. Po intenzitetu zaduženja kod dubrovačkih trgovaca u vremenu od 1396. do 1453. godine, odmah su poslije trgovaca iz Prače i Drijeva. Posao je uputio jedne na druge, pa se fočanski trgovci udružuju i zajednički zadužuju kod dubrovačkih trgovaca, a poznatiji trgovci često su jamci novim trgovcima. Glavna roba kojom su trgovali bio je vosak, kože i ostali stočarski proizvodi te sukno. U Dubrovnik su isporučivali stočarske proizvode i vosak, a u istočnu Bosnu uvozili tkanine. Još onda bio je razvijen i obrt. Dubrovačka naseobina u Hotči raste. Bila je vrlo jaka 1402., a osobito 1422. – 1448. godine.
Trgovina tkaninama koje su mnogo kupovali lokalni stanovnici argument je gospodarske razvijenosti srednjovjekovne Foče, potreba i kupovne moći njenog stanovništva. Prisustvo dubrovačkih trgovaca podiglo je važnost grada pa je u 15. stoljeću postao najveće trgovačko središte istočne Bosne. Bogatije stanovništvo moglo je kupovati luksuznu robe te su u Foči tada radili i dubrovački zlatari. Trgovački kapital dosta je narastao. Zbog učestalih potreba trgovačkog posla, trgovci posluju u više mjesta, boravišta su imali u drugim mjestima, povezivali se s trgovcima iz drugih mjesta zajedničkim poslovima. Time je napredovala trgovina između mjesta i povezivala dotad tradicionalno izolirane sredine. Iz regije su se u Foču dovozili proizvedeni viškovi žitarica. Obrt koji se raširio među domaćim stanovnicima bio je krojački obrt.
Do godine 1436. Hotča je važna kao konačno odredište robe dubrovačkih karavanskih trgovaca, a nakon što Osmanlije sve češće upadaju u istočnu Bosnu, Hotča gubi ulogu konačnog odredišta, a sve je više tranzitna i pretovarna postaja. Dokumenti spominju 1453. godine i podgrađe Hotče.
Foča je imala katoličku tradiciju do turskih vremena. Brojni toponimi oblika Crkvina, Crkvice ili Crkvište napućuju nas na crkvene spomenike. Iz okolice se najbolje sačuvala stara crkva u selu Zagrađe ispod grada Sokola, za koju postoji mjesna predaja da je bila dvorska crkva hercega Stjepana Vukčića Kosače. Od nje su ostali visoki zidovi, ikonostas, kameni svod i kupola navodno građena po uzoru na carigradsku Aju Sofiju.
U Foči je na lijevoj obali Čehotine bila u srednjem vijeku katolička crkve sv. Marije (sv. Gospe) građena u romaničkom stilu, izgrađena najkasnije u 12. stoljeću, a srušena u 16. stoljeću. Od stare su crkve ostali dio kamenoga friza s bogatom dekoracijom, kamena rozeta i tri zanimljiva kamena ornamenta kapitela i dr. Nedaleko od Foče je brijeg Kozman. Prema arheolozima, radi se o Cosman iz Mel, koji se spominje u povelji ugarsko-hrvatskoga kralja Bele IV. iz 1244., s crkvom sv. Kuzme i Damjana.
Posljednji autohtoni katolici u ovom kraju živjeli su do kraja 19. stoljeća u selu Ivanovcima kod Foče. Prema zabilješkama u pismu od 5. rujna 1840. od dubravskog župnika i biskupskog vikara Trebinjske biskupije don Vidoja Maslaća (Novakovića), u nevesinjskom i fočanskom kotaru žive katolici Trebinjske biskupije. Trag kršćana očuvao se u toponimima. Dva brijega nedaleko od grada i danas se nazivaju – Križevac. Prema Goraždu, nešto dalje, nalazi se mjesto Kosače s većom nekropolom stećaka.
Druga crkva za koju se zna u fočanskom kraju bila je u Kaurskom Polju, na desnoj obali Čehotine. Otkrivena je 1886. kad su iskopavani temelji za austrougarsku vojarnu i kapelicu. Crkva u Kaurskom Polju spominje se u popisu fočanskoga hasa iz 1470. godine. Tad su nađene monolitne škrinje od kojih se danas jedna čuva u Zemaljskom muzeju u Sarajevu, a druga je u Foči pred zgradom Muzeja Stare Hercegovine. Slične kamene škrinje otkrivene su još i u starom katoličkom groblju u Gučoj Gori kod Travnika. U Foči su nađeni stećci različitih dimenezija prilikom izgradnje športske dvorane uz lokaciju bivše, danas porušene vojarne. Na stećcima su tri ukrašena ornamentima križa, mača i vinove loze. Na stećcima, obeliscima i nadgrobnim spomenicima fočanske okolice tekstovi su pisani ikavskim govorom hrvatskog jezika, poput »bilig kneza Tvrdisava Brsnića, počtena viteza« Bile su u fočanskom kraju još mnoge crkve, ali ih se ne može točno locirati.
Turske prethodnice u Foči bili su prvi odredi turske konjice koji su u ovo područje počeli prodirati i dalje na zapad, u Bosnu. Bilo je to nedugo iza kosovskog boja, nešto prije 1416. godine. Povjesničari danas dopuštaju mogućnost da su Osmanlije zauzeli Hotču 1416. i 1435., no i naglašavaju da su se vjerojatno i brzo povukli iz tih krajeva, kao što je bilo i s Hodidjedom i Vrhbosnom u središnjoj Bosni. Izvjesno je da je još 1465. Hotča bila u vlasti Sandalja Hranića. Iste 1465. su ju Osmanlije zauzeli. Najstarija bosanska džamija u Ustikolini, Turhan Emin-begova džamija, sagrađena je 15 godina prije pada Bosanskog Kraljevstva, 1448. godine. To je najstarija džamija u BiH. U Hotči je prvi džamiju sagradio hercegovački sandžak-beg Hamzabeg. Osmanlije su Foču zauzele 1463. godine osvajanjima sultana Mehmeda III. koji je prešao Drinu kod Foče. Tada je tamošnja stara katolička crkva pretvorena je u Carevu džamiju. Pri pretvaranju u džamiju ove trobrodne bazilike unutrašnjost je bila poprilično izmijenjena, a vanjsku su zidovi ostali netaknuti. 1465. Isa-beg Isaković napada područje hercega Stjepana koji je vladao južno od Foče. Isakovićev je pohod bio uspješan i Foča je postala sjedište Hercegovačkog sandžaka. Za razliku od nekih drugih djelova BiH, u Podrinju je bila velika islamizacija. S osmanskim su osvajačima kao pomoćne postrojbe došle sve veće skupine neslavenskih, nomadskih Vlaha. Većina njih bila je pravoslavne vjere. Prihvatili su jezik slavenske većine. Osmanlije su te Vlahe većinom naseljavale na ruralna pogranična područja.
1470. godine iz Bosanskog sandžaka izdvojen je Hercegovački sandžak. Foča je bila sjedište Hercegovačkog sandžaka do 1574. uz prekide od 1522. do 1530. i 1533, kada je sjedište bilo u Mostaru Četrnaest godina poslije pada Bosne, 1477. službeni osmanski defteri bilježe da je u Hotči, sjedištu hercegovačkog sandžaka, bilo 227 kršćanskih kuća, 33 odrasla neoženjena muškarca i 5 udovica, a samo 3 muslimana, dok 1573. francuski veleposlanik bilježi da su "svi kršćani iz ovoga mjesta prešli na tursku vjeru".
1478. Hoča je zabilježena kao varošica ili kasaba koja pripada nahiji Sokolu, no napretkom Hoče odnosi se okreću i uskoro nahija Soko pripada Hoči.
Za osmanske vlasti Hoča je iskoristila svoj važni prometni položaj na križanjima trgovačkih puteva Dubrovnik – Hoča - Srednja Bosna, Hoča - Carigrad. Bila je jako trgovačko središte. Bila je došla na glas po svojim obrtima kao što je izrada predmeta od kože, vune, metala i drveta, velikih handžara, pušaka kremenjača, sjekira, jatagana, dimiskija. Djelovali su majstori terzije, abadžije, bojadžije, svilare i ćilimari. Osim obrta, rudarstva, Hoča je bila stočarski kraj što je bila podloga za obrte kao što su tabaci, sarači, čizmadžije i ćurčijama. Bila je i na glasu po proizvodnji ukrasnih predmeta i nakita, a najpoznatija je bila po svojim kujundžijama i čuvenim fočanskim tokama, kopčama, belenzukama, alalima, broševima i cigarlucima. Fočaci su proizvode prodavali na tržnicama (bazarima), a jedna od glavnih bila je na Suhoj (između Tjentišta i Vratara), gdje su Fočaci trgovali s trgovcima iz Dubrovnika, Carigrada i Beča. Zabilježeno je da je Hoča imala vodovod od gline i drveta 1474., što svjedoči da je postojao i prije. 1504. je harala velika kuga Podrinjem, koja je pobila mnogo stanovnika, a mnoga su djeca posvojena u Dubrovniku. 1530-ih je francuski putopisac Lefevre zabilježio veliki karavansaraj koji je mogao primiti više od 300 konja. Zabilježeno je i postojanje poreza na vinograde, što znači da je u tom kraju nekad rasla vinova loza koja je podnosila klimu i visine. Nestanak te loze vezuje se ili uz promjenu klime i uz tursku odluku o vađenju vinograda koji traže dosta rada, a namjeravali su uvesti šljivu iz Azije i rakiju koju su oni donijeli. Evlija Čelebija zapisao je 1664. da su u Hoči živjeli i Židovi u svojoj mahali. Postojanje židovskog življa potvrđuje jaka usmena tradicija koja se održala do danas. Kazivači pripovjedaju da je Židova u Foči nekad bilo mnogo i da je njihova zasebna mahala bila na južnoj periferiji grada, u Rrežinama. Zbog lukavosti Fočaka Židovi su bili dovedeni u situaciju da su morali otići, jer su trgovišni dan pomaknuli na židovski neradni dan. U Hoči i okolici sagrađeni su mnogi hanovi. Ističu se luksuzni han Mehmeda-paše Kukavice koji datira od prije 1758. godine te njegova sahat-kula (simbol Foče, sagrađena od kamena u obliku četvrtaste prizme, visine 20 metara, a u njoj je ugrađen najstariji spomen-sat iz 1493. godine koji je bio poklon Dubrovčana Foči), te Avdagića han (bio na mjestu današnje Begove kuće). Danas je u ruševnom stanju.
Turski popis od 1477. spominje vinograde u neposrednoj okolini Foče i porez na proizvodnju vina, što pokazuje razvijenost te gospodarske grane u srednjem vijeku. U osmansko doba ta grana gospodarstva zamire, kao i sama kultura vinove loze, kao i u drugim bosanskim mjestima. Zadnji ju spominje putopisac Evlija Čelebija polovinom 17. stoljeća. Uz to se napušta rudnike željeza iz okoline kao i ribolov, unosna grana još 1477. godine. Sve dovodi do postupnog sporog orijentiranja građana na trgovačku i obrtničku privredu. Još 1477. Foča nije imala nijednog starosjedioca zanatliju. Jedina dva zanata u gradu, drže u rukama muslimani, od kojih je onaj Dogan kovač mogao biti i mještanin renegat. Foča dugo vremena na prijelazu u osmansku vlast nije pokazivala neku naročitu živost. Tome su pridonijele nesigurne prilike u zemlji, osobito na putovima, kojim se vršio prijevoz robe. Ni dolazak Osmanlija nije to ubrzano promijenio, premda su donijeli i onaj levantski smisao za trgovinu. Godinama po dolasku nove vlasti Foča ne generira pojedince gospodarskog života. Dapače i carinu u Foči zakupljuju ljudi koji nisu iz Foče. 1471. od od hercegvačkog sandžakbega Hamzabega zakupio je carine u Foči, Goraždu i Cernici dubrovački trgovac Živan Pripčinović za 70.000 aspri. Uvjet otplate su tromjesečni obroci. Uvidjelo se nužnost obnove veza s Dubrovnikom i traženja novih puteva privredi. Hercegovački sandžak-bezi sami rad na tome, bilo da se i sami bave trgovinom, bilo da drugim načinom pomažu gospodarski razvoj. Sinan-beg, gospodar Hercegovine, bio je u odličnoj vezi s Dubrovčanima. Godine 1475. izdao je u stolnom mjestu "na Hoči" Dubrovčanima slobodni list, kojim im osigurava punu zaštitu njihovim trgovcima. Zajamčio im je dobre uvjete zaštite. Nitko od carevih ljudi na području Sinan-begova "vladanja", niti itko od varošana, seljaka i Vlaha ne smije učiniti nijedne "zavrtnice" dubrovačkim trgovcima i ljudima. Dubrovačkim je trgovcima dana puna sloboda kupovati za svoje aspre gdje i kod koga žele, gdje im draže bude i gdje cijenu bolju vide. Zajamčio je i oštro kažnjavanje svakog tko ugrozi dubrovačke trgovce. Sinan-beg se u ispravi zaklinje carevom glavom, da će svakoga, tko "uzradi protiv ovoga lista", objesiti pred vlastitom kućom. Rezultati su došli. Gospodarstvo Foče dobila je veći zamah početkom sljedećeg, 16. stoljeća. Vrhunac razvitka bio je zadnjih desetljeća toga stoljeća. Tog doba Foča je bila upravno središte hercegovačkog sandžaka, što je samo po sebi umnogome utjecalo na razvitak trgovine i obrtništva u gradu. Prva dva desetljeća 17. stoljeća, prema obračunima vakufa, Foča je imala najmanje 24 vrste zanata. Kapital od vakufa bila je gotovina koja se davala u zajam privrednicima fočanske čaršije. 
Dubrovčani su kao što vidimo sve do duboko u osmansko razdoblje imali svoju koloniju kojoj je na čelu bio konzul. Dubrovački su Hrvati sa sobom donijeli bogatu kulturu, očitovanu u sakralnim, stambenim i ostalim gradskim objektima.
U 16. stoljeću razvila se jaka muslimanska kultura u gradu, koja je potisla kršćane. Muslimani u Foči manjim dijelom su starosjedioci, a više iz okoline, odakle su seljaci. Obrtnike izvori ne spominju. Jasne su indicije o snažnom priljevu Vlaha-stočara u grad. Kasnije se slika mijenja, od tri muslimana u Foči dvojica su obrtnici. Izričita zapovijed s Porte naređuje, da se putem zamjene zemljišta osigura i raspodijeli. Muslimani su u Foču dolazili u grad za boljom zaradom. Doseljavanje seljaka nije stao još ni krajem 16. stoljeća. Još na samome prijelazu iz 16. u 17. stoljeće bilo je u Foči više osoba, koje su se tu bavile obrtom i drugim zanimanjima, a stajali su po raznim selima u okolini grada. Uz te mjesne muslimane poluseljake-polugrađane, u Foču su doseljavali muslimani iz dalekih krajeva, od Mađarske, Turske do Maroka.
Izlaganja Riste Jeremića, koji je dobro poznavao prilike u Foči, kažu da su današnji pravoslavni stanovnici u gradu i okolini najvećim dijelom dinarski doseljenici "od nazad 250 godina naovamo". U starenike u okolini ubrajao je jedino Pavlovića i Bunoviće, a u samom gradu jedino jednu obitelj, izumrle Vladisavljeviće. Za Kandiće i Prodanoviće nije isticao da 57 su starosjedioci, nego da im se ne zna podrijetlo. U Foči se pak spominju pravoslavni stanovnici i njihova današnja četvrt Varoš još 1617. godine. Četvrt je sasvim sigurno postojala i prije. Vjerojatno je nastala je u šesnaestom stoljeću. Tad su muslimani već bili postali apsolutna većina u gradu te potisnuli preostale kršćane iz gradskog središta. Od početka 17. stoljeća pravoslavni živalj u Foči sve više susreće se i uključuje u gradsko gospodarstvo, a u 19. stoleću postao je skoro prvi nositelj čisto trgovačkog poslovanja u gradu.
U stoljećima turske vlasti katolici nisu smjeli graditi nove crkve niti obnavljati stare crkve. Pravoslavni su imali nešto bolji status. Pred kraj turske uprave sagrađena je mala pravoslavna crkva, na brdašcu kod Božovačkog potoka, debelim i visokim zidovima ograđena, te oko nje prve srpske kuće i groblje.
Fočanska trgovina i obrti bili su živahni sve dok zbog pada Dubrovačke Republike početkom 19. stoljeća stari Dubrovački drum nije izgubio svoje značenje. Mjesni trgovci otada se preusmjeravaju na unutrašnjost, osobito na Srbiju, velikog potrošača fočanskih obrtničkih proizvoda. Prodavali su ponajviše vunu, vosak i prerađenu kožu, a osobito sahtijan, koji se izvozio do u Osijek, Peštu i Beč, te duge noževe.
Jaka privredna grana u Foči i bližoj okolini grada, sve do pred drugi svjetski rat bilo je kiridžijanje. Bila je vezana za promet na tranzitnom drumu i za trgovinu Foče s 38 drugim mjestima. Roba se prenosila na konjima, pri čemu se uvijek udruži valo više tovarnih grla, mala karavana. Posljednja njihova veća linija bila je Foča-Sarajevo. U Sarajevo su ponosnici (kiridžije) dogonili voće, a iz Sarajeva raznu robu.
Sudeći po broju tkalačkih stanova, navodno do četiri stotine, i količini izrađevina, bila je u Foči čitava tekstilna industrija. Time se bavilo nmnogo fočanskih žena i djevojaka sve do austro-ugarskog zaposjedanja okupacije god. 1878. Tri sirovine za ovu djelatnost bile su vuna, pamuk i svila. Vunu je Foča imala iz stokom bogate fočanske okoline. Pamuk se nabavljao sa strane i posljedično manje i rabio. Svila je zadnjih godina osmanske vlasti bila domaća iz Foče. Od četvrtog decenija 18. stoljeća hercegovački vezir Ali paša Stočević prvi put uveo je dudova svilca u zemlju koja je potrajala sve do iza okupacije Bosne i Hercegovine. U Foči je ubrzo mnogo uzgajan dudov svilac. Još 1878. pedesetak je kuća u Foči gajilo dudova svilca. Prije je svaka kuća u avliji imala dud za hranjenje svilaca. Posjed duda značilo je prestiž, radinost, imućnost i prednost kod sklapanja brakova. Svila se koristila za tkanje tankog platna za rublje i marame od svile te vez. Sa zaposjedanjem njime dolazi uvoz tvorničkih tkanina, koje su brzo ubile tu domaću djelatnost.
Nakon austrougarske okupacije BiH 1878. stvorilo se povoljno političko i sigurnosno okružje za mjesne katolike koji su nakon više stoljeća odlučili sagraditi svoju crkvu. 1886. su godine mjesni katolici osnovali odbor za izgradnju crkve, a projekt je zastao zbog nemogućnosti dobivanja lokacije. Do konačne izgradnje crkve koja je izgrađena 1914. nakon žalbe samom bečkom dvoru i osobne intervencije austrijskoga cara Franje Josipa I., bogoslužje se za katolike obavljalo u preuređenoj prostoriji mjesne vojarne, u katoličkoj kapelici tzv. južne vojarne. Konačno izgrađena crkva posvećena Presvetom Srcu Isusovom bila je reprezentativna građevina koja je davala posebno obilježje ovom kraju. Katoličko groblje je bilo nedaleko od gradskoga središta, u blizini stare austrijske vojarne i staroga željezničkog mosta na ušću Čehotine u Drinu, gdje je i jezgra stare Foče.
Staro katoličko groblje čuva stara katolička prezimena s ovih područja.
Područje Foča i Čajniča 1890. je godine izuzeto iz Trebinjske i pripojeno Mostarsko-duvanjskoj biskupiji. Ipak, katoličke vjernike na području Foče i Čajniča desetljećima su pastorizirali svećenici Vrhbosanske nadbiskupije, ali uvijek i s odobrenjem Ordinarijata u Mostaru. Općina Foča pripada župi Uznesenja Blažene Djevice Marije Nevesinje. Fočanski je kuriozitet katoličko zvono na osmanskoj sahat-kuli. Osmanlijama su česta meta osvajačko-pljačkaških pohoda bile kršćanske institucije i bogomolje iz kojih su pljačkali sve što se moglo odnijeti, pa tako i zvona sa zvonika. Česti motivi kao reljefi raspetoga Krista, Bogorodice, svetaca i natpisâ, nisu smetali muslimanskim osvajačima da ta zvona u tom obliku stavljaju na svoje sahat-kule, osim ako ih nisu pretopili u topove i streljivo. Sa zvona su uklanjali klatna, zamjenjujući ih metalnim batovima koji su udaranjem o njihove vanjske stijenke mjerila vrijeme te tako sazivala islamske vjernike na molitvu. Ne zna se kad je dospjelo na fočansku sahat-kulu, ali se zna da se s nje oglašavalo do 1890-ih, kada ga je Kotarski ured iz Foče otpremio u sarajevski Zemaljski muzej, odakle je 1968. darovan Muzeju Stare Hercegovine u Foči. Jedno je od rijetkih koje se sačuvalo do danas.
Godine je 1918. u Foči bilo 18 mahala, 17 džamija, i 4 čaršije (Donja, Gornja, Prijeka, i Careva čaršija). Foča se prostirala na desnoj obali rijeke Drine i na objema obalama Ćehotine koja se ovdje ulijeva u Drinu. Lijevo od Ćehotine su mahale Ortakolo, Džafer-begova, Sultanije Fatime, Kadi Osman efendijina, Careva, Musala, Hadži Mustafina, Hadži Osmanova, Memi Šah-begova, Ali Čohodarova, Ćerezluk i Varoš mahala. Desno od Ćehotine i Drine su Hadži Seferova, Aladža, Mustafa-pašina, Dev-Sulejman begova, Atik ali-pašina i Mumin-begova mahala.
Hrvatski uglednici iz fočansko-čajničkog kraja od kraja 19. do kraja prve polovice 20. stoljeća školovali su se u najznamenitijim obrazovnim, srednjoškolskim ustanovama u Bosni i Hercegovini – Nadbiskupskoj velikoj gimnaziji u Travniku i Franjevačkoj klasičnoj gimnaziji u Visokom. Jedanaest je učenika završilo visočku gimnaziju, a učenici Travničke isusovačke gimnazije bili su jedni od najuglednijih građana Foče do pred Drugi svjetski rat - ravnatelj Gruntovnice Franjo Latal, ravnatelj poduzeća Varda Ljubomir Madunić i poznati fočanski odvjetnik Stjepan Bralić i drugi. Mnogo su bili zauzeti za katoličku stvar u ovom gradu i kraju tijekom prve polovice 20. stoljeća. Rad im je dokumentiran u arhivskim dokumentima, knjigama, zbornicima. Zbog okrutnosti Drugoga svjetskog rata ni tih ljudi ni njihovih potomaka danas više nema u Foči.
Pred rat Foča se počela uzdizati 1939. kad je otvorena željeznička pruga Ustiprača - Foča. Do 1941. u Foči je djelovala podružnica Hrvatskoga kulturnog društva Napredak.
Nakon osovinskog napada na Jugoslaviju, talijanske postrojbe zauzele su Foču 20. travnja 1941. godine. Nakon pregovora talijanskog, njemačkog i vodstva NDH, riješeno je da Foča pripadne NDH. Krajem svibnja vlast NDH uspostavljena u Foči i smješten vojni garnizon NDH, a talijanske snage otišle su iz grada. U Foči je bilo sjedište kotarske oblasti u Velikoj župi Vrhbosni. Odvjetnik iz Nevesinja Redžep Hajrović bio je glavni za organiziranje vlasti NDH u Foči. Suradnici su mu bili Drago Kolovrat iz Bugojna i Stjepan Bralić iz Travnika. Foča je prostor događanja, sudbonosne po narodnooslobodilački pokret Jugoslavije (partizane), Peta neprijateljske ofanzive - poznatu i pod imenom Bitka na Sutjesci kao i četničkim zločinima nad muslimanskim življem. Foča je kraće vrijeme bila pod vlašću četnika-komunista. Domogli su se grada uz pomoć četničko-komunističkih bandi iz Srbije i Crne Gore. Poubijali su velik broj Hrvata muslimana i katolika. 5. prosinca 1941. mjesene četničke vlasti izvršile su mobilizaciju cjelokupnog pravoslavnog stanovničtva od 16. do 60.godina. Sve su ih naoružali i uputili u još nezauzeta sela. Popodneva istog dana četnički zapovjednik održao je javni zbor pred kotarskom oblasti u Foči, na kojem je javno prigovorio muslimanskom življu, koje je pomoglo propasti Jugoslavije i prihvatilo stvaranje hrvatske države. Nakon govora sve su zarobljene domobrane, oružnike i finance, koji nisu htjeli pobjeći, bili ranjeni ili ne poubijali. Četnici su isto napravili svim zatečenim bjeguncima iz Višegrada, Rogatice, Goražda i Ustikoline te okolice Foče. Pet dana kasnije oni su osim toga izvršili obći pokolj nad hrvatskim življem i opljačkali sve hrvatsko (muslimansko i katoličko). Ostavili su na životu samo vozače radi vožnje četnika i zanatlije, koji su im trebali. Prosinac 1941. odnio je 5000 muslimana u Foči i Goraždu, a iskazi Fočaka zapovjedništvu Vojne krajine u Sarajevu govore od 500 do 1000 ubijenih u Foči.
Foča je bila i ostala mjestom skrivanja svih poznatijih četnika, počevši od Draže Mihailovića nakon završetka Drugog svjetskog rata, pa do onih koje su pripadnici UDBE proganjali sve do 1954. godine. Mnogi su četnici nakon Drugog svjetskog rata preobukli se u partizane i nastavili zatirati svaki trag bilo kakve druge kulture. Služili su se rušenjem, uzurpacijom i nacionalizacijom. Islamskoj su zajednici tako odnijeli veliku vakufsku imovinu, a katoličkoj Crkvi srušili zgradu i oduzeli zemljište.
Katolička je crkva teško oštećena u bombardiranju 1943. godine. Crkva je potom bila metom razbijačke orgije pripadnika oružanih snaga Kraljevine Italije i četnika, te zatim i komunista. Ruševine su odlukom mjesnih vlasti uklonjene 1948., a zemljište eksproprirano 1954. godine.
Na mjestu srušene crkve sagrađena je osnovna škola Ivan Goran Kovačić. 1980-ih škola je prebačena na drugo mjesto. Tijekom agresije uklonjeni su ostatci ove građevine, pri čemu su četnici koristili radnu snagu zatočenika iz svojih logora. Na tom mjestu 2. rujna 2006. počela je izgradnja sabornog hrama sv. Save, prilozima vjernika i sredstvima općine i Republike Srpske. Završetkom njegove izgradnje hrama, bit će po dimenzijama najveći hram u Bosni i Hercegovini i treći na Balkanu. Sačinjavat će "Svetosavsku liniju" Vračar - Foča - Podgorica. Nakon što bude izgrađen hram, a uz već postojeći bogoslovski fakultet i srednju bogoslovsku školu, Foča postaje pravoslavni duhovni centar regije.
Godine 1962. pripojeno Foči su pripojena naselja Mijakovići i Vakuf (Sl.list NRBiH, br.47/62). 1980-ih godina vlč. Ivan Mršo planirao je kupiti jednu obiteljsku kuću u najljepšem dijelu Foče radi prenamjene u pastoralni centar s kapelicom, ali ga je omeo rat.
Foča je izašla iz animoziteta u koji je zapala upravo zahvaljujući događanjima iz 1990. i čuvenoj aferi Fočatransa, kada su intervenirale i specijalne jednice republičkoga SUP-a, da bi u nedavnoj prošlosti opet punila novinske redke člancima o nezapamćenim zločinima nad muslimanskim življem i tijekom velikosrpske agresije na BiH iz 1992., organiziranom etničkom čišćenju, zlostavljanju i ubijanju nepravoslavnog stanovništva općine, rušenju svih spomenika i vjerskih objekata islamske kulture, zatiranju svih znakova višestoljetnoga postojanja dominantnoga orijentalnog utjecaja življenja.
U fočanskoj je općini srpski agresor je uništio sve muslimanske vjerske objekte. Biljana Plavšić je rušenje džamija obrazložila riječima "Kakav bi to bio srpski grad s toliko džamija?!" Tisuće su muslimana na zvjerski način izmasakrirali, tisuće muslimanki silovane na najgrozniji način silovane. Srpski agresor je u Foči formirao više koncentracijskih logora. Bivši Kazneno-popravni dom (KPD) u Donjem Polju poslužio je za to. Fočanske muslimane su počeli uhićivati i privoditi u nj 17. travnja 1992. godine. Dovođeni su stotine lokalnih intelektualaca koje su pokupili iz kuća, sve prema spisku. Ovamo su dovođeni nazad i svi oni Fočaci koji su pobjegli u Crnu Goru gdje su stekli status izbjeglica. Do kraja travnja popunjene su bile obje zgrade. Ovdje je bilo zatočeno preko 10.000 muslimana, a ubijeno vise od 1.000.
Prije Domovinskog rata u Foči je živio 141 Hrvat. U Foči je danas ostalo samo 35 katolika. Katolički vjernici grada Foče okupljaju se mjesečno na misi u privremenoj kapelici u potkrovlju nedavno renovirane župne kuće, a za ovu zajednicu pastoralno skrbi i okuplja don Ante Luburić, kancelar i ekonom Mostarsko-duvanjske i Trebinjsko-mrkanske biskupije i župnik župe Uznesenja Blažene Djevice Marije u Nevesinju.
Po odluci Narodne skupštine Republike Srpske koja je stupila na snagu početkom siječnja 1994. godine, naziv grada je, pošto je od većine srpskih stanovnika smatran omraženim turskim imenom, promijenjen u Srbinje. Bivši predsjednik Izvršnog odbora Opštine Foče Radojica Mlađenović kazao je na suđenju Ratku Mladiću da je takav naziv predložen jer se rimovao s imenima općina kao Trebinje, Ljubinje. Godine 2004. odlukom Ustavnoga suda BiH, vraćen je stari naziv Foča.
NATO savez ju je označio važnom metom kad je napadao iz zraka položaje Vojske Republike Srpske 1995. godine. Onda je općina Foča bez skoro svih važnijih mostova koji su mahom srušeni ili teško oštećeni.

## Poznate osobe
- Mehmed-paša Kukavica, osmanski namjesnik
- Stjepan Bralić, poznati fočanski odvjetnik
- Veselin Đuho, hrvatski vaterpolist
- Abdulah Budimlija, književnik rođen u Foči
- Enes Čengić,hrvatski književnik i publicist,novinar
- Husnija Čengić, književnik iz Rataji kraj Foče
- Drago Ikić, hrv. akademik, imunolog
- Franjo Latal, ravnatelj Gruntovnice[16]
- Ljubomir Madunić, ravnatelj poduzeća Varda
- Radivoj Bogosalić, hrvatski gotičko-renesansni klesar
- fra Leopold Rochmes, generalni vikar Beogradske nadbiskupije, čiji su korijeni iz Foče[16][37][38]
- Rade Krunić, nogometaš
- Aida Hadžialić, najmlađa švedska ministrica u povijesti[39]
- Muhamed Pilav, prvi među muslimanskim Hrvatima u ustaškoj emigraciji
- Risto Jeremić, prvi bosansko hercegovački kirurg, jedan od osnivača srpskog prosvjetnog društva "Prosvjeta"
- Nura Bazdulj-Hubijar, pisac i poeta
- Alen Altoka, novinar, tv i radio voditelj
- Nikola Kočović, upravnik filijale Srpske banke u Foči
- Josif Kočović, sveštenik srpske pravoslavne crkve  ,ubijen od strane austrougarske vlasti 1914.
- Ermin Podrug, izumitelj 3D printera i EMG joysticka
- fra Nikola iz Foče na Drini (fra Nikola Fočanin), bio vikar beogradske biskupije u 17. stoljeću[6]
- Božo Vrećo, glazbenik

## Spomenici i znamenitosti
Na 9 km od Foče, kod Miljevine, uz stari put ka Sarajevu nalazi se prirodni fenomen zemljanih piramida.

## Kultura
U gradu Foči je 442 godine zubu vremena odolijevala po mnogima, jedna od najljepših džamija u Bosni i Hercegovini, a po nekima i na Balkanu − Aladža (Šarena) džamija za koju je Hamdija Kreševljaković, jedan od najpriznatijih poznavatelja i proučavatelja islamske kulture u BiH izjavio: "Iako su Gazi Husrev-begova džamija i Sokolovićev most na Drini najmonumentalnije građevine osmanskog doba u Bosni, a Stari most u Mostaru opet djelo svoje vrste, to je ipak džamija Aladža u Foči najsavršeniji arhitektonski spomenik tog doba u ovim zemljama."[nedostaje izvor]
Kao i svi ostali sakralni objekti islamske kulture na području općine Foče i ova dva dragulja bosanskohercegovačke i islamske kulture su porušena tijekom velikosrpske agresije do temelja.
Grad domaćin Partizanske olimpijade, održavane svake godine u znak sjećanja na period iz NOB-a (siječnja − svibnja 1942.), kada je Foča poslužila kao krajnje odredište i baza za oporavak promrzlih sudionika čuvena Igmanskog marša, neposredno nakon stravičnoga četničkog terora i zločina nad Fočacima i izbjeglim Rogatičanima, koji je odnio više tisuća ljudskih života.
Lipnja 1882. započeta je gradnja željeznog mosta princa Karla. Građen je na mjestu gdje je nekad bila prijevozna skela preko Drine. Dovršen i u promet pušten 22. listopada 1884., i u funkciji bio do 4. svibnja 1942. kad je poslije povlačenja partizana iz Foče Titovom odlukom most srušen. Komisija za očuvanje nacionalnih spomenika BiH proglasila ga je 2012. nacionalnim spomenikom BiH.
Fočanski su katolici dva puta osnivali Odbor za izgradnju katoličke crkve. Nikako nisu uspijevali ishoditi dopuštenje ni zemljište, pa su morali ići žaliti se do bečkog dvora. Naposljetku su dobili zemljište i crkva je 1914. godine sagrađena u secesijskom stilu, posvećena Presvetom Srcu Isusovu. Izgrađena je prema projektu češkog arhitekta Antona Möllera. Znatno je oštećena bombardiranjem u drugom svjetskom ratu 1943. Kao i drugi oštećeni katolički sakralni objekti u BiH, nisu obnovljeni, nego su im tragovi uklonjeni nakon 1947./48. i odluke mjesne vlasti o potpunom uklanjanju ruševina, a uz to je Državni sekretarijat za poslove opće uprave i budžet NRBiH, unatoč protivljenju Biskupskoga ordinarijata u Mostaru i mjesnih katolika dekretom eksproprirao zemljište na kojem je bila crkva radi tobožnje izgradnje gimnazije koje danas uopće nema. Komunistički je režim 1954. do temelja srušio i prostor na kojem je bila crkva i crkveno dvorište ustupio za potrebe realne gimnazije.
Foča je kultno mjesto narodnooslobodilačke borbe u bivšoj SFRJ. Dolina heroja − Sutjeska − Tjentište, gdje se u sklopu hotelskog kompleksa nalazi i nekada najveći otvoreni bazen u Europi (16 000 kvadratnih metara).
U Foči je Muzej Stara Hercegovina.
U gradu se nalaze dva fakulteta: Medicinski fakultet i Duhovna akademija u sklopu sveučilišta u Istočnom Sarajevu.
Kulturna baština Foče su: mjesto i ostaci građevinske cjeline Aladža (Hasan Nazirova) džamija,, mjesto i ostaci građevinske cjeline Careva džamija (Sultan Bajezida Valije II džamija), građevinska cjelina Džamija i medresa Mehmed-paše Kukavice, povijesno područje Čaršija, povijesni spomenik han Mehmed-paše Kukavice, arheološko područje Rataje, povijesni spomenik Sahat kula Mehmed-paše Kukavice i mjesto i ostaci povijesnog spomenika Šehova džamija (Kadi Osman-efendijina džamija).

### Lokaliteti nekropola
(popis nepotpun)
Gradac Cvilin,

## Šport
- FK Sutjeska
- KK Sutjeska
- teniski klub Foča
- OK Sutjeska

## Obrazovanje
- Medicinski fakultet (www.mf-foca.com/cir/index.htm)
- Bogoslovni fakultet

## Vanjske poveznice
- Glas Fočaka  Arhivirana inačica izvorne stranice od 1. veljače 2020. (Wayback Machine)
- Službena stranica općine
- Nacionalni park Sutjeska  Arhivirana inačica izvorne stranice od 13. listopada 2007. (Wayback Machine)